# Porto de Haifa

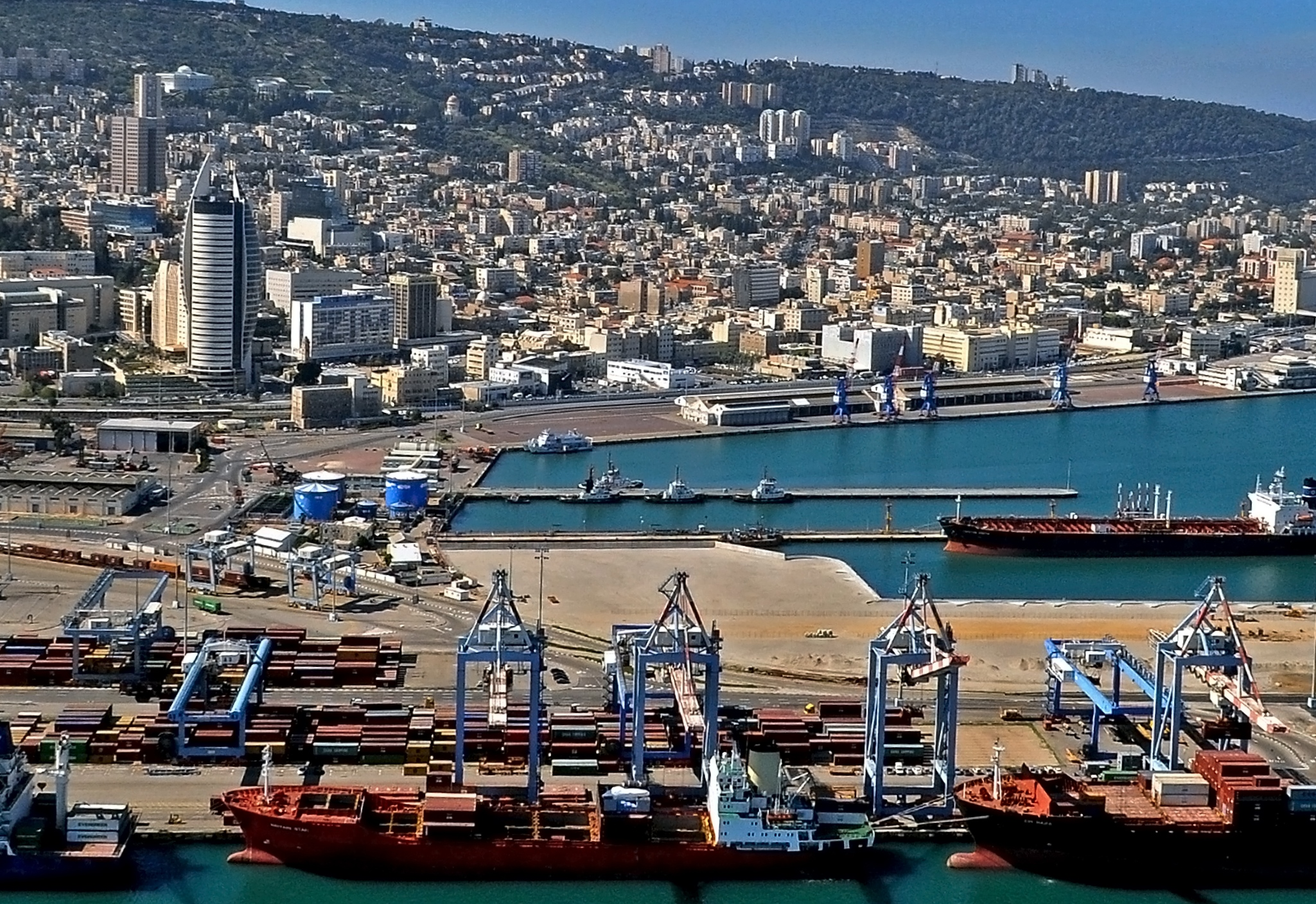
O Porto de Haifa

O porto de Haifa é o maior dos três principais portos marítimos internacionais de Israel, que incluem o Porto de Asdode e o Porto de Eilat. Tem um porto natural de águas profundas, que opera durante todo o ano e serve tanto a navios de  passageiros quanto a navios de carga. Anualmente, mais de 22 milhões de toneladas de mercadorias passam pelo porto. Mais de 1000 pessoas trabalham no porto, com o número a crescer para 5000 quando acostam navios de cruzeiro em Haifa. O porto de Haifa, situada a norte do bairro Centro de Haifa, no Mar Mediterrâneo e estende-se a cerca de 3 km ao longo da costa central da cidade, com atividades militares, industriais e comerciais.